# Marco Junio Silano (pretor)
Marco Junio Silano  (m. 196 a. C.) fue un magistrado romano que los habitantes de Nápoles pusieron al frente de la ciudad en la segunda guerra púnica (206 a. C.) para la defensa contra Aníbal.
En 212 a. C. fue pretor y obtuvo Etruria como provincia, donde principalmente recogió grano. En 210 a. C. acompañó a Escipión el Africano a Hispania y sirvió con distinción, especialmente en una victoria sobre Hannón el Viejo y Magón Barca en Celtiberia en 207 a. C. Escipión le dejó el mando avanzado ese año cuando salió de Hispania hasta que llegase su sucesor Cayo Claudio Nerón
Terminó su mandato y ejerció otros cargos hasta que en 196 a. C., a las órdenes del cónsul Marcelo, murió en una batalla librada contra los galos boyos.